# Andrena angelesia
Andrena angelesia is een vliesvleugelig insect uit de familie Andrenidae. De wetenschappelijke naam van de soort is voor het eerst geldig gepubliceerd in 1951 door Timberlake.